# Енергія відокремлення
У ядерній фізиці енергія відокремлення — енергія, необхідна для видалення одного нуклона (або іншої заданої частинки чи частинок) із атомного ядра.
Енергія відокремлення різна для кожного нукліда та частинки, яку потрібно видалити. Кажуть про «енергію відокремлення нейтрона», «енергію відокремлення двох нейтронів», «енергію відокремлення протона», «енергію відокремлення дейтрона», «енергію відокремлення альфа-частинки» тощо.
Найменшою серед стабільних нуклідів є енергія відокремлення нейтрона з берилію-9 — 1,67 МеВ.
Енергію можна додати в ядро за допомогою гамма-випромінювання високої енергії. Якщо енергія падаючого фотона перевищує енергію відокремлення, може статися фотодезінтеграція. Енергія, що перевищує порогове значення, переходить у кінетичну енергію викинутої частинки.
Навпаки, енергія зв'язку ядра — це енергія, необхідна для повного розділення ядра, або енергія, що виділяється, коли ядро утворюється з нуклонів. Це сума енергій відокремлення, яка не залежить від порядку складання чи розбирання.

## Фізика і хімія
Енергію відокремлення електрона або енергію зв'язку електрона, необхідну для видалення одного електрона з нейтрального атома чи молекули (чи катіона), називають енергією іонізації. Реакція приводить до фотоіонізації, фотодисоціації, фотоелектричного ефекту, фотовольтаїки тощо.
Енергія розриву хімічного зв'язку — це енергія, необхідна для розриву одного зв'язку молекули чи йона, під час якого, зазвичай, відокрмлюється атом чи атоми.